# Acanthella multiformis
Acanthella multiformis är en svampdjursart som beskrevs av Vosmaer 1885. Acanthella multiformis ingår i släktet Acanthella och familjen Dictyonellidae. Inga underarter finns listade i Catalogue of Life.